# 澳大利亚航天局
澳大利亚太空局（英语：Australian Space Agency）是澳大利亚的一个公共服务机构，负责该国航太工业的发展，协调国内的相关活动，关注和促进澳大利亚参与国际太空事业。

## 任务
该机构主要有六项任务：
1. 提供有关民用太空部门的国家政策和战略建议。
2. 协调澳大利亚国内民用航天部门的活动。
3. 支持澳大利亚航天工业的发展和在更广泛的经济活动中使用太空技术。
4. 领导参与国际民用太空活动。
5. 管理空间活动立法并履行国际义务。
6. 鼓舞澳大利亚社会和下一代太空企业家。

该机构与其他已建立的空间计划不同，它的目的是为了促进私人航天企业的发展。

## 历史
2008年时，澳大利亚是经济合作与发展组织成员中唯一没有官方航太机构的国家。
2009年，太空政策小组资助了一个超过三年的太空研究项目。
2017年9月25日，在阿德莱德举行的国际宇航大会上，参议员西蒙·伯明翰宣布澳大利亚政府将在CSIRO前任首席执行官Megan Clark博士领导的专家小组调查研究后启动一个国家航天局计划。
作为澳大利亚政府2018年预算的一部分，从2018年起四年内投入2600万澳元的种子资金用于建立澳大利亚太空局，从2019年开始，另有1500万澳元用于国际太空投资。
预算计划被批评投资不足，澳大利亚几个私营航空公司和学者Alice Gorman都指出，澳大利亚太空局计划在过去曾失败的原因正是因为预算过低。
2018年5月14日，参议员Michaelia Cash正式宣布启动澳大利亚太空局，2018年7月1日被作为该机构的启动日期。它将与堪培拉的工业部门合作，Megan Clark博士将至少在第一年担任该机构的首任首席执行官。
2018年12月12日，总理斯科特·莫里森正式宣布阿德莱德将成为澳大利亚太空局的所在地，地点在前皇家阿德莱德医院所在地。

### 机构负责人
| 姓名        | 就任日期      | 结束日期 |
| ----------- | ------------- | -------- |
| Megan Clark | 2018年5月14日 | 在任     |